# نينا ستيم
نينا ستيم (بالسويدية: Nina Stemme)‏ (و. 1963  م) هي مغنية، ومغنية أوبرا، وموسيقية، ومؤدية سويدية، ولدت في ستوكهولم.

## التعليم
تعلمت في جامعة ستكهولم
.

## جوائز
حصلت على جوائز منها:
- جائزة مدينة دويسبورغ للموسيقى [الإنجليزية]‏ (2014)
- ميدالية الآداب والفنون  [لغات أخرى]‏ (2008)
- جائزة لورنس أوليفيه

## وصلات خارجية
- نينا ستيم على موقع IMDb (الإنجليزية)
- نينا ستيم على موقع روتن توميتوز (الإنجليزية)
- نينا ستيم على موقع مونزينجر (الألمانية)
- نينا ستيم على موقع ألو سيني (الفرنسية)
- نينا ستيم على موقع ميوزك برينز (الإنجليزية)
- نينا ستيم على موقع أول موفي (الإنجليزية)
- نينا ستيم على موقع أول ميوزيك (الإنجليزية)
- نينا ستيم على موقع ديسكوغز (الإنجليزية)
- نينا ستيم في قاعدة بيانات الأفلام على الإنترنت